# NGC 6030
NGC 6030 ist eine linsenförmige Galaxie vom Hubble-Typ S0 im Sternbild Herkules und etwa 201 Millionen Lichtjahre von der Milchstraße entfernt. 
Sie wurde am 17. Juni 1884 von Édouard Stephan entdeckt.